# Ernst Fischer (Erfinder)
Ernst August Maximilian Fischer (* 19. September 1910 in Suhl, Thüringen; † 26. September 2006 ebenda) war ein deutscher Ingenieur, Erfinder und Heimatforscher.

## Leben
Der aus der südthüringischen Stadt Suhl stammende Ernst Fischer absolvierte nach seinem Pflichtschulabschluss eine Ausbildung als Werkzeugmacher. Daran anschließend studierte er an der HTL für Maschinenbau und Elektronik in Hildburghausen, 1932 erwarb er seinen Ingenieursgrad. Danach trat er eine Ingenieursstelle bei der Junkers Flugzeug- und Motorenwerke AG (später Flick) in Dessau in Sachsen-Anhalt an. Später übernahm er den Posten des Oberingenieurs eines Flugmotorenreparaturbetriebes in Leipzig. Nach dem Zweiten Weltkrieg trat Ernst Fischer als Erfinder der ersten elektrischen DDR-Nähmaschinen, darunter die legendäre elektrische Koffernähmaschine FREIA von 1948, die jahrelang in Suhl produziert wurden, hervor. 1953 wurde Ernst Fischer zum Werkleiter der Zentralen Entwicklung und Konstruktion Suhl des Kombinates Eisen, Blech, Metallwaren (ZEK EBM) bestellt. Fischer, der sich im Anschluss insbesondere dem Bau von Automatisierungsanlagen widmete, so stellte er die erste vollautomatische Nadelherstellungsanlage der Welt für Ichtershausen her, schied 1973 aus dieser Funktion aus, 1975 trat er in den Ruhestand. In der Folge wandte er sich der Geschichtsforschung Südthüringens zu. Er lieferte wesentliche Erkenntnisse zur frühgeschichtlichen Eisenproduktion in und um Suhl sowie den Nachweis einer keltischen – und damit wesentlich früheren als bisher angenommenen – Besiedlung Südthüringens. Der 1995 mit dem Bundesverdienstkreuz am Bande ausgezeichnete Ernst Fischer, auf dessen Namen 36 Patente eingetragen sind, verstarb 2006 im hohen Alter von 96 Jahren in Suhl.

## Publikationen (Auswahl)
- Zur Bewertung von Kleingewässernamen als mögliche Indikatoren ehemals keltischer Besiedlung, Ms., Suhl, 1983
- Beiträge zur Frühgeschichte um Suhl Bd. 1 Ausgewählte und aktualisierte Manuskripte zur Frühgeschichte Südthüringens, 1. Aufl., Suhl, 1993
- Das Domberg Buch: "uff Sanct Otilien Berge" (1528) ; Morphologie, Namen, Sagen, Spuren und das Eisen ; der Stadt Suhl und dem Dombergverein gewidmet, Copy Tech Thüringen, Suhl, 1994
- Fakten, Indizien, Argumente : zum Ursprung der alten Bergstadt Suhl, 2. Aufl., Copy Tech Thüringen, Suhl, 1996
- Die Legende vom Schloß auf dem Ruppberg : Versuch zur Klärung einer umstrittenen Meinungsbildung auf der Grundlage eines umfassenden Dokumenten-Anhangs sowie von Ergebnissen der Feldforschung, Suhl, 1997
- Archäologische Denkmäler, erschlossene und noch nicht erschlossene, jedoch vermutbare, aus früher bis urgeschichtlicher Zeit sowie Bodenfunde aus dem Gebiet der Stadt Suhl und der nahen Umgebung, Suhl, 1999
- Der geheimnisvolle Domberg bei Suhl : Studie zur Bedeutung des Berges als eine mutmaßliche frühgeschichtliche Kult- und Totenstätte, 2. Aufl., Copy Tech Thüringen, Suhl, 1999
- Die Ursprungslegende der alten Bergstadt Suhl im Thüringer Wald, Copy Tech Thüringen, Suhl, 2000
- Frühgeschichtliche Eisenerzeugung um Suhl am Thüringer Wald : Folgerungen aus den im Raum Suhl zutage gekommenen frühen Eisenschmelzschlacken u.a., 1. Aufl., Manuskriptvervielfältigung, Suhl, 2000
- Funde früher Eisenverhüttungsschlacke aus dem Raum Suhl und sprachliche Eigenheiten in der Region, Copy Tech Thüringen, Suhl, 2003
- Suhl und das Salz : der Nachweis, daß Suhl keine Salzstadt ist und daß der Ortsname nicht aus einem Salznamen entstand, Copy Tech Thüringen, Suhl, 2003